# ایب لیبوریل جونیور
ایب لیبوریل جونیور (انگلیسی: Abe Laboriel Jr.؛ زادهٔ ۲۳ مارس ۱۹۶۲) طبل‌زن اهل ایالات متحده آمریکا است.